# Rosita Coto
Rosita Coto es un personaje ficticio que pertenece al legendarium creado por el escritor británico J. R. R. Tolkien y que aparece en su novela El Señor de los Anillos. Es una hobbit de la Comarca, nacida en el 2982 de la Tercera Edad, 1829 según el Cómputo de la Comarca, hija menor de Tolman Coto. Amiga de la infancia de Samsagaz Gamyi, ella jugaba con Sam y sus hermanos en los lagos. No resulta ser un personaje elemental en la saga. 
Sam está enamorado de ella pero parte junto a Frodo Bolsón a destruir el Anillo Único y no tiene oportunidad de decírselo. 
Para Sam, Rosita representa el hogar. Durante el viaje ansía volver a la Comarca y poder formar una familia junto a ella. Al regresar Sam, ella ayuda a los hobbits en el saneamiento de la Comarca junto con sus hermanos. Finalmente se casa con Sam y tienen trece hijos: Elanor, Frodo, Rosa, Merry, Pippin, Rizos de Oro, Hamfast, Margarita, Primula, Bilbo, Ruby, Robin y Tolman.
- Datos: Q7476340